# Aumühle (Bad Königshofen im Grabfeld)

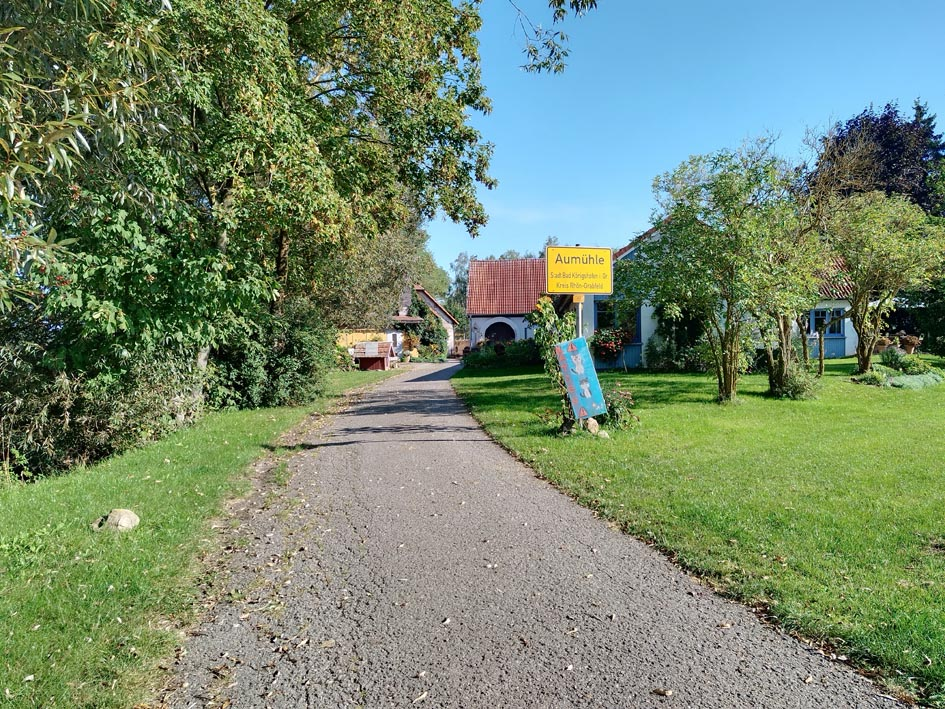
Westliche Zufahrt zur Aumühle

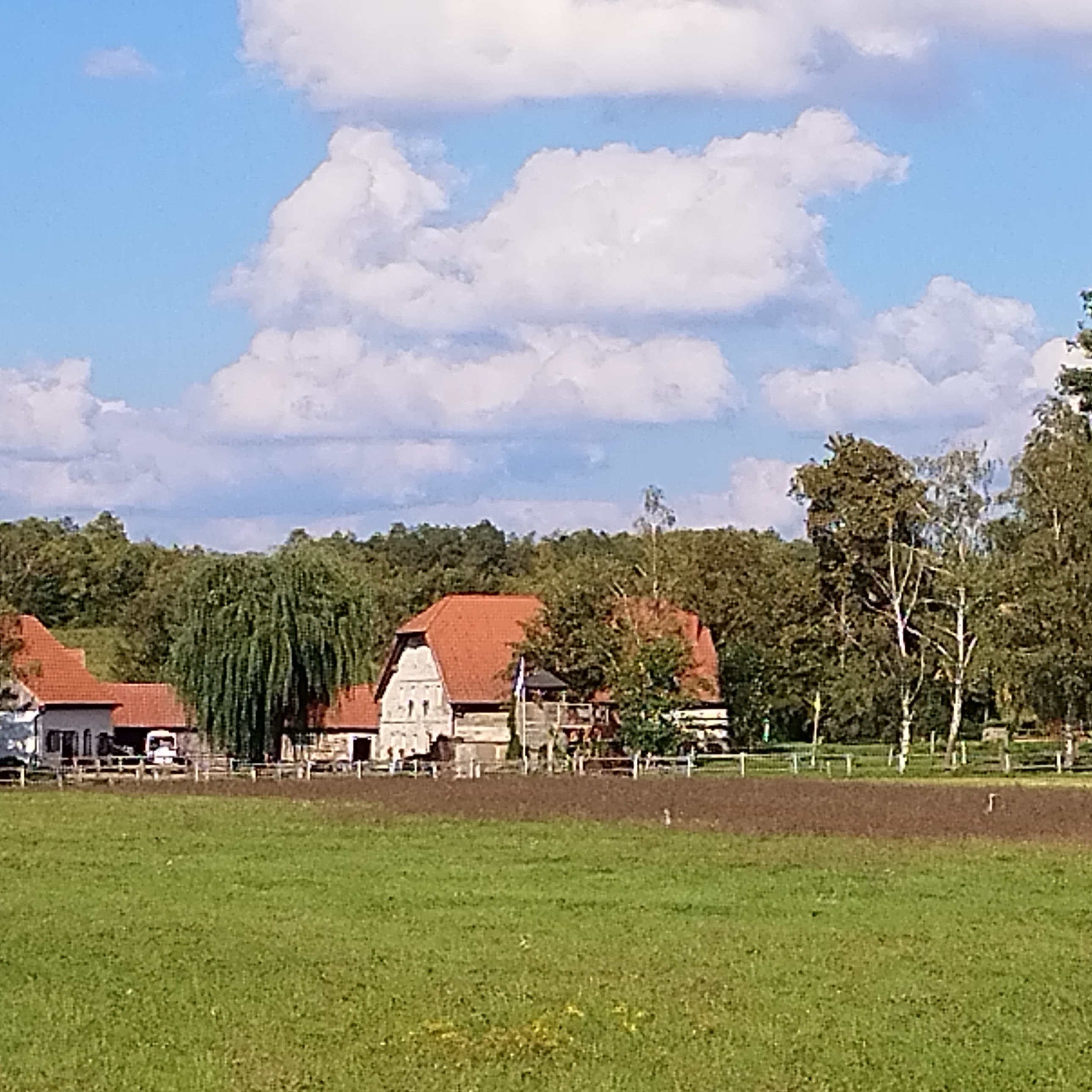
Aumühle vom Süden

Aumühle ist ein Gemeindeteil der Stadt Bad Königshofen im Grabfeld im unterfränkischen Landkreis Rhön-Grabfeld in Bayern.

## Lage
Die Einöde liegt an der Bundesstraße 279 direkt an der Fränkischen Saale.

## Geschichte
Der Name dürfte wohl als Mühle in der Flussaue zu interpretieren sein. Die Mühle erscheint erstmals um 1500 als °Bey der Aw Mullen". Dann wiederum in Quellen 1621 und 1749.